# 日高駿
日高 駿（ひだか すぐる、1990年2月15日 - ）は、ジャパンラグビーリーグワン清水建設江東ブルーシャークスに所属するラグビー選手。

## プロフィール
- 福岡県出身。
- ポジションはロック(LO)。
- 身長 191 cm、体重 112 kg
- ニックネームはひだか。
- U20日本代表候補に選ばれたことがある[1]。
- 関東代表に選ばれたことがある[2]。

## 略歴
中学1年生からラグビーを始めた。
2008年、筑紫高校卒業後、明治大学に入る。なお筑紫高校時代、高校日本代表候補に選ばれたことがある。
2012年、明治大学卒業後、キヤノンイーグルス(現・横浜キヤノンイーグルス)に加入。同年9月1日に行われたジャパンラグビートップリーグ第1節のNTTドコモレッドハリケーンズ戦に先発出場で公式戦初出場を果たす。
2017年、キヤノンイーグルスを退団した。
2018年、清水建設ブルーシャークス(現・清水建設江東ブルーシャークス)に加入。